# Henri de Gorkum
Henri de Gorkum (en latin : Henricus de Gorinchem), né vers 1378 à Gorkum et mort le 19 février 1431 à Cologne, est un théologien scolastique connu pour ses commentaires sur saint Thomas d'Aquin et sa défense du thomisme.

## Biographie
Henri naît à Gorkum en Hollande-Méridionale. Il étudie avec Jean Capréolus à l'université de Paris et y obtient le grade de bachelier en 1397 et celui de licencié en 1398, puis il est magister regens auprès de boursiers.
De 1410 à 1414, il est procureur (procurator) de la nation anglaise (c'est-à-dire qu'il s'occupe des affaires économiques des étudiants venus d'Angleterre, mais aussi de ceux venus de Scandinavie et du nord de l'Allemagne). Entre 1411 et 1413, il est d'ailleurs récepteur (receptor) des Allemands.
Il enseigne ensuite la théologie à l'université de Cologne, Universitas Studii Coloniensis, dont il devient recteur en 1420, puis y dirige une bourse d'étudiants qui deviendra le Gymnasium Montanum, premier gymnase (collège, Gymnasium) de Cologne. Il devient vice-chancelier de l'université de Cologne en 1424. Il dirige en fait l'université, car le chancelier (l'archevêque de Cologne) ne l'est que nominalement.
Plus tard, il est nommé chanoine de la basilique Sainte-Ursule de Cologne.

### Défense du thomisme & de Jeanne d'Arc
Il prend position pour le thomisme dans la querelle qui oppose les tenants de saint Albert le Grand et ceux de saint Thomas d'Aquin à l'université.
En juin 1429, il rédige un mémoire en faveur de Jeanne d'Arc intitulé : Sur une certaine jeune fille qui autrefois chevaucha en France. Il se compose de 3 parties :
1. Dans la 1ère, il expose ce que la renommée publiait à Cologne de la Pucelle ;
2. Dans la 2e, il avance 6 propositions qui militent en sa faveur ;
3. Dans la dernière partie, 6 autres propositions que l'on peut leur opposer.

En conclusion, Gorkum estime que pour se prononcer pour ou contre la Pucelle, il faut bien connaître sa vie tant publique que privée, et savoir si ce qu'elle révèle est toujours trouvé véridique. Il écrit : « Aussi croit-on qu'elle est envoyée de Dieu pour opérer par le secours céleste les actions qu'on ne pourrait pas attendre d'un courage purement humain ».
On lui doit enfin un livre contre les Hussites.

## Œuvres
- Lectura super Evangelium
- Quaestiones in Summam Sancti Thomae (Compendium Summae Theologiae), Esslingen, éd. Konrad Fyner, 1473
- Conclusiones super IV libros Sententiarum, (Bruxelles, éd. Frères de la Vie Commune), vers 1480
- Supplementum (Complementum) IIIae Partis Summae Theologiae S. Thomae Aquintis
- Tractatus de divinis nominibus
- Tractatus de observatione festorum
- Tractatus de justo bello
- Tractatus de superstitiosis quibusdam casibus
- Tractatus de practica ejiciendi daemones
- Tractatus contra articulos Hussitarum
- Sur une certaine jeune fille qui autrefois chevaucha en France (Jeanne d'Arc), juin 1429